# Österreichisch-deutsche Konsultationen 1919
Die österreichisch-deutschen Konsultationen 1919 waren eine Abfolge von teils geheimen Sondierungsgesprächen zwischen den Regierungen Deutschösterreichs und des Deutschen Reichs unmittelbar nach dem Ende des Ersten Weltkriegs.

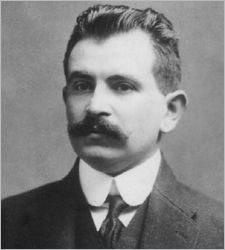
Otto Bauer – wichtigster Verhandler auf österreichischer Seite

## Rahmenbedingungen
Bei Kriegsende im November 1918 war das bis dahin übernationale Altösterreich (Cisleithanien) bereits zerfallen (siehe hier). Es war klar, dass dies insbesondere auf wirtschaftlicher Ebene dramatischen Einfluss auf das Leben der Bürger haben würde. Zudem sah die politische Elite Deutschösterreichs Fortbestand nur innerhalb des Deutschen Reiches als gesichert an, wobei hier auch eine deutschnationale Grundstimmung eine wesentliche Rolle spielte.
Die deutsche Reichsregierung wiederum sah im Anschluss Österreichs die Möglichkeit, ihrerseits Verluste an Territorium und Menschen auszugleichen, weswegen vor allem von Bayern aus „Anschlusspropaganda“ betrieben wurde.
Daher wurden 1919 auf nationaler und lokaler Ebene Gespräche begonnen. als Vertreter für die deutschösterreichische Staatsregierung Renner I bzw. Renner II verhandelte der das Außenamt innehabende Staatssekretär des Äußern Sozialdemokrat Otto Bauer. Sein reichsdeutscher Verhandlungspartner war der dortige  Reichsminister des Auswärtigen Ulrich von Brockdorff-Rantzau. Das Hauptziel bestand dabei in der staatlichen Vereinigung der beiden Länder (Deutschösterreich hatte dieses Ziel bereits am 12. November 1918 verfassungsrechtlich formuliert). Sollte dieses Ziel nicht realisierbar sein, würden die Verhandlungen hinsichtlich einer möglichst engen Kooperation geführt werden (Stichwort: Zollunion).
Grundlage für die Verhandlungen waren hierfür insbesondere auf österreichischer Seite u. a. folgende Punkte:
1. Die noch nicht ausverhandelten Friedensverträge und die damit verbundene ungeklärte territoriale Situation beider Staaten.
2. Die Anschlussbestrebungen Vorarlbergs an die Schweiz.[2]
3. Die mögliche Gründung eines unabhängigen Bayerns unter Einbeziehung Nordtirols.[3]
4. Die Versorgung der österreichischen Bevölkerung mit Lebensmitteln (insbesondere Kartoffeln).[4]
5. Die militärische Bedrohung Österreichs durch Ungarn.[5]

Die deutsche Seite wiederum verlangte von den Österreichern großdeutsche Propagandamaßnahmen, um vorhandene Skeptiker von einem möglichen Anschluss zu überzeugen, sowie eine Abstimmung der österreichischen Gesetzgebung auf die deutsche.

## Resultat
Bereits im Frühjahr 1919, lang vor Unterzeichnung der Pariser Friedensverträge, zeichnete sich ab, dass die Siegermächte (insbesondere Frankreich) dem Anschluss Österreichs an Deutschland nicht zustimmen würden. Zudem war die äußerst desolate wirtschaftliche Situation Österreichs nach dem Krieg für Berlin ein wesentlicher Grund, die Gespräche nicht sehr zielorientiert zu führen, da Deutschland selbst zahlreiche kriegsbedingte Probleme zu lösen hatte. Auch gab es in Österreich eine nicht unerhebliche Zahl von (u. a. monarchistisch-patriotisch eingestellten) Menschen, die eine eventuelle Bevormundung durch „Preußen-Deutschland“ vehement ablehnten. Dem österreichischen Ansinnen, Wien als zweite Hauptstadt im Reich zu etablieren, standen gewisse Kreise in Deutschland skeptisch bis ablehnend gegenüber.
Die völlige Ablehnung der deutschösterreichischen Wünsche durch die Siegermächte führte am 26. Juli 1919 zum Rücktritt des Chefverhandlers Otto Bauer, da seine politischen Vorstellungen sich als undurchführbar erwiesen hatten.
Die Gespräche führten vor dem Abschluss der Pariser Friedensverhandlungen zu keinem brauchbaren Ergebnis. In den Pariser Vorortverträgen mussten Österreich und das Deutsche Reich auf den Anschluss Österreichs verzichten. Österreich nahm im September 1919 im Vertrag von Saint-Germain zur Kenntnis, dass es selbstständig zu bleiben und statt Deutschösterreich nur mehr Österreich zu heißen habe. Der Vertrag wurde im Oktober 1919 von der Konstituierenden Nationalversammlung in Wien ratifiziert. Der damals angenommene Staatsname „Republik Österreich“ blieb, ausgenommen in den Jahren 1934 bis 1945, bis heute erhalten.

## Conclusio
Die Verhandlungen belegen, dass nicht nur die Siegermächte, sondern auch Haltungen in Österreich und Deutschland dem Zusammenschluss beider Länder 1919 entgegenstanden. Die durch die Siegermächte bewirkte Verhinderung des Anschlusses (siehe Anschlussverbot) war 1938 mitentscheidend dafür, dass viele Österreicher keinen Einwand hatten, als Adolf Hitler diesen Anschluss dann gewaltsam erreichte. Als prominentestes Beispiel dafür wird Karl Renner zitiert, der in Österreich bei der Gründung der Ersten Republik ebenso an der Spitze stand wie 1945 bei der Gründung der Zweiten. Renner nahm den „Anschluss“ in einer von NS-Medien gern veröffentlichten Erklärung als historisches Faktum zustimmend zur Kenntnis.